# Utricularia alpina
Utricularia alpina — вид рослин із родини пухирникових (Lentibulariaceae).

## Біоморфологічна характеристика
Трава, епіфіт.

## Середовище проживання
Зростає в карибах і північній частині Південної Америки: Гаяна, Суринам, Колумбія, Панама, Ямайка, Домініка, Гренада, Гваделупа, Мартиніка, Монтсеррат, Саба, Сент-Кітс, Сент-Люсія, Сент-Вінсент, Північна Бразилія, Венесуела, Тринідад.
Населяє мохові дерева та скелі в тропічних лісах; іноді росте на рівній болотистій місцевості; зазвичай на висоті від 500 до 1500 метрів, але також на висоті 2500 м у Венесуелі.

## Використання
Вид є популярним предметом для вирощування ентузіастами роду. Торгівля не становить загрози для дикорослих рослин.